# خوان دياز كوفاروباياس
خوان دياز كوفاروباياس (بالإسبانية: Juan Díaz Covarrubias)‏ هو كاتب وشاعر مكسيكي، ولد في 27 ديسمبر 1837 في خالابا في المكسيك، وتوفي في 11 أبريل 1859 في مدينة مكسيكو في المكسيك.